# Pluchea ovalis
Pluchea ovalis là một loài thực vật có hoa trong họ Cúc. Loài này được (Pers.) DC. miêu tả khoa học đầu tiên năm 1836.